# Corporación Deportiva Club Atlético Nacional 1989
Questa voce raccoglie le informazioni riguardanti la Corporación Deportiva Club Atlético Nacional nelle competizioni ufficiali della stagione 1989.

## Stagione
Il campionato nazionale viene cancellato in seguito all'assassinio dell'arbitro Álvaro Ortega. In Coppa Libertadores l'Atlético Nacional ottiene la vittoria finale: superato il primo girone grazie al secondo posto su 4 squadre, la compagine colombiana supera gli argentini del Racing Club agli ottavi, i connazionali del Millonarios ai quarti e gli uruguaiani del Danubio in semifinale. La finale vede contrapposti Atlético Nacional e Olimpia (Asunción). L'iniziale sconfitta colombiana dell'andata, per 2-0, viene compensata dalla vittoria con il medesimo punteggio a Bogotá: a determinare la vittoria dell'Atlético Nacional sono i tiri di rigore. In Coppa Intercontinentale la formazione bianco-verde cede agli italiani del Milan.

## Maglie e sponsor
| Casa |

## Rosa
| N. |                     | Ruolo | Calciatore        |
| -- | ------------------- | ----- | ----------------- |
|    | Colombia (bandiera) | P     | José Castañeda    |
|    | Colombia (bandiera) | P     | René Higuita      |
|    | Colombia (bandiera) | P     | Miguel Núñez      |
|    | Colombia (bandiera) | D     | John Carmona      |
|    | Colombia (bandiera) | D     | Geovanis Cassiani |
|    | Colombia (bandiera) | D     | Andrés Escobar    |
|    | Colombia (bandiera) | D     | Gildardo Gómez    |
|    | Colombia (bandiera) | D     | Luis Herrera      |
|    | Colombia (bandiera) | D     | Víctor Marulanda  |
|    | Colombia (bandiera) | D     | Luis Perea        |
|    | Colombia (bandiera) | D     | Felipe Pérez      |
|    | Colombia (bandiera) | D     | José Santa        |
|    | Colombia (bandiera) | D     | Jaime Sierra      |
|    | Colombia (bandiera) | D     | León Villa        |
|    | Colombia (bandiera) | C     | Leonel Álvarez    |

| N. |                     | Ruolo | Calciatore        |
| -- | ------------------- | ----- | ----------------- |
|    | Colombia (bandiera) | C     | Jaime Arango      |
|    | Colombia (bandiera) | C     | Alexis García     |
|    | Colombia (bandiera) | C     | José Pérez        |
|    | Colombia (bandiera) | C     | Gustavo Restrepo  |
|    | Colombia (bandiera) | C     | Luis Suárez       |
|    | Colombia (bandiera) | A     | Níver Arboleda    |
|    | Colombia (bandiera) | A     | Faustino Asprilla |
|    | Colombia (bandiera) | A     | Iván Castañeda    |
|    | Colombia (bandiera) | A     | Luis Fajardo      |
|    | Colombia (bandiera) | A     | Juan Galeano      |
|    | Colombia (bandiera) | A     | Oscar Galeano     |
|    | Colombia (bandiera) | A     | John Tréllez      |
|    | Colombia (bandiera) | A     | Albeiro Usuriaga  |
|    | Colombia (bandiera) | A     | Didí Valderrama   |

## Statistiche

### Statistiche di squadra
| Competizione | Punti | Totale | Totale | Totale | Totale | Totale | Totale |
| Competizione | Punti | G      | V      | N      | P      | Gf     | Gs     |
| ------------ | ----- | ------ | ------ | ------ | ------ | ------ | ------ |
| Campionato   | -     | -      | -      | -      | -      | -      | -      |
| Libertadores | 15    | 14     | 6      | 5      | 3      | 21     | 12     |
| Totale       | 15    | 14     | 6      | 5      | 3      | 21     | 12     |